# بندار الرملية
قرية بندار الرملية هي إحدى القرى التابعة لمركز جرجا بمحافظة سوهاج في جمهورية مصر العربية. حسب إحصاءات سنة 2006، بلغ إجمالي السكان في بندار الرملية 15943 نسمة، منهم 8138 رجل و7805 امرأة.

## تاريخ القرية
قرية «بندار الرملية» من القرى الحديثة، حيث انفصلت إداريًا سنة 1892م عن قرية بندار التبينات.

## التوابع
يتبع قرية بندار الرملية عدد من النواحي، وهي:
- نجع بهلول
- نجع جويلي
- نجع الحمرة (العمرة  سابقًا)
- نجع النصارة
- نجع رشوان بالحميدي
- نجع محمد محمود حسن
- نجع محمد حسن عبدالمنعم
- نجع الشيخ حسين
- نجع النفق البحري
- نجع السنط
- نجع أولاد حمد الصوالب
- نجع النمر
- نجع الكدوشة